# Robert Wetekam
Robert Wetekam (* 9. November 1898 in Landau (Waldeck); † 4. Mai 1973 in Arolsen) war ein deutscher Pädagoge, Genealoge und Heimatforscher.

## Leben und Wirken
Neben seiner Tätigkeit als Lehrer in Vasbeck seit 1921 begann er, sich mit der Geschichte dieses Dorfes zu beschäftigen. Als er 1933 versetzt wurde, fasste er seine Ergebnisse, die er in mehreren Archiven ausgegraben hatte, in einer Ortsgeschichte Vasbecks zusammen, die 1936 als Band 36/37 der „Geschichtsblätter für Waldeck und Pyrmont“ gedruckt wurde. 1939 folgte das Dorfsippenbuch Vasbeck, das als Muster für weitere Arbeiten in dieser Richtung diente.
Neben seinem Beruf als Lehrer und Schulleiter in Arolsen war Wetekam im Waldeckischen Geschichtsverein ehrenamtlich tätig, von 1949 bis zu seinem Tode als Vorsitzender des Vereins. 1964 erschien eine Chronik der Stadt seiner Geburtsstadt Landau in Waldeck, die ihn zum Ehrenbürger ernannte. Im Jahre 1971 veröffentlichte er gemeinsam mit Bernhard Martin eine „Waldeckische Landeskunde“.
In der von Wetekam begründeten Reihe „Waldeckische Ortssippenbücher“ sind bis 2018 93 Bände erschienen, darunter 11 von Wetekam selbst verfasste.
In Vasbeck ist eine Straße nach ihm benannt worden, ebenso in Bad Arolsen.